# Bill Henry
William Gambrell Henry, detto Bill (Dallas, 27 dicembre 1924 – Dallas, 23 dicembre 1985), è stato un cestista statunitense, professionista nella ABL, nella BAA e nella NBA.